# In Old Colorado
In Old Colorado è un film del 1941 diretto da Howard Bretherton.
È un western statunitense ambientato nel 1890 con William Boyd, Russell Hayden e Andy Clyde. Il personaggio principale, interpretato da Boyd, è Hopalong Cassidy, l'eroe del vecchio West nato da una serie di racconti brevi dall'autore Clarence E. Mulford e protagonista di oltre 60 film western e di una serie televisiva.

## Produzione
Il film, diretto da Howard Bretherton su una sceneggiatura di J. Benton Cheney, Russell Hayden e Norton S. Parker, fu prodotto da Harry Sherman tramite la Harry Sherman Productions e girato, tra le altre location, nelle Alabama Hills a Lone Pine, in California, da metà ottobre all'inizio di novembre 1940. I titoli di lavorazione furono  Cattle Train e Bullets and Bandits.

## Distribuzione
Il film fu distribuito negli Stati Uniti dal 14 marzo 1941 al cinema dalla Paramount Pictures.
Altre distribuzioni:
- in Francia il 21 luglio 1948 (Dans le vieux Colorado)
- in Germania Ovest nel 1951 (Banditenjagd in Colorado)
- in Brasile (Cartucho Acusador)

## Promozione
Le tagline sono:
- THEIR BLAZING GUNS WROTE THE LAW!
- COME ON, CASSIDY! There's a war to be waged... a fortune to be won... a wrong to be avenged... so come fast... and come a'shootin'!